# الرفاه الاجتماعي المشروط

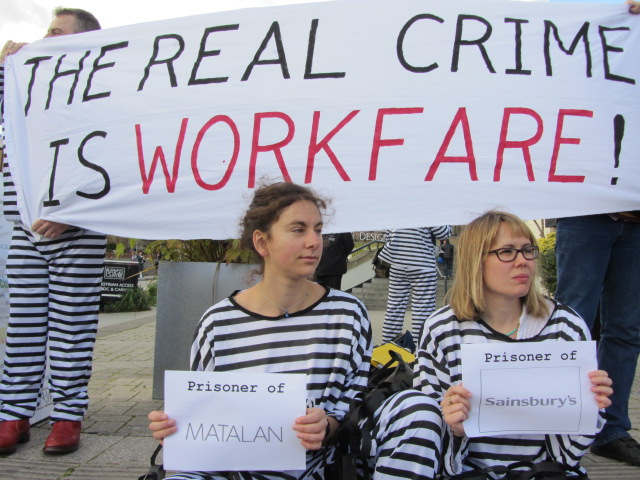
العمل والرعاية الاجتماعية

الرفاه الاجتماعي المشروط هو طريقة بديلة وجدلية لإعطاء المال للعاطلين عن العمل أو من تعطل عنه جزئيًا، والذين يتقدمون للحصول على إعانات اجتماعية. تم تقديم المصطلح لأول مرة في عام 1968 من قبل زعيم الحقوق المدنية جيمس تشارلز إيفرز؛ لكن ريتشارد نيكسون روج لها في خطاب متلفز في آب 1969. ابتكر جوزيف ميتشل نموذجًا مبكرًا للرفاه الاجتماعي المشروط في عام 1961 في نيوبورج، نيويورك.

## الخلفية
الأنظمة التقليدية للرعاية الاجتماعية عادة ما تمنح بناءً على شروط معينة، مثل أن يكون المتلقي يبحث عن عمل، أو لأن المتلقي تنطبق عليه مجموعة معايير تصنفه غير متاح للبحث عن عمل أو لا يستطيع أن يعمل. في ظل نظام الرفاه الاجتماعي المشروط، يجب على المستفيد أن يلبي متطلبات معينة ليتمكن من مواصلة تلقي مزايا الرعاية الاجتماعية. غالبًا ما تكون هذه المتطلبات عبارة عن مشاركة في مجموعة من الأنشطة التي تهدف إلى تحسين فرص عمل للمتلقي (مثل التدريب وإعادة التأهيل-بعد الإصابة مثلا- وللحصول على خبرة عملية)، بالإضافة إلى مجموعة من الأنشطة التي تم تحديدها كخدمة للمجتمع (مثل العمل بلا أجر أو بأجر منخفض). هذه البرامج منتشرة الآن في أستراليا (المعروفة باسم «الالتزام المتبادل»)، وكندا، والمملكة المتحدة، وتثير جدلاً كبيرًا. أما يُعرف في هولندا فيطلق عليه اسم Work First، استنادًا إلى برنامج Wisconsin Works من الولايات المتحدة.

## البدائل (برامج مشابهة)
هناك نوعان رئيسيان من خطط الرفاه الأجتماعي: الأول، انشطته تشجع على التوظيف المباشر وتحويلهم من متلقي إعانات إلى مشاركين في القوة العاملة. الثاني، نشاطاته تهدف إلى زيادة رأس المال البشري من خلال التدريب والتعليم لمن هم مشتركون بنظام الرعاية الاجتماعية.
في البلدان النامية، تم تصميم برامج مشابهة للتخفيف من حدة الفقر الريفي بين العمال المياومين من خلال توفير العمل المؤقت المدعوم من الدولة، وتطبق في الأوقات التي لا يكون فيها عمل زراعي كبير. على سبيل المثال، يوفر القانون الوطني لضمان العمالة الريفية (NREGA) في الهند عملاً مدفوع الأجر لمدة 100 يوم في السنة، بدلاً من تقديم إعانات للعاطلين عن العمل، كما في النموذج الغربي. من الجدير بالذكر، إن برامج الرفاه الإجتماعي المشروط لا يركز على توفير الحماية الاجتماعية من خلال إعطاء أجور، ولكنه يوفر أيضًا الدعم للعاطلين عن العمل ليحصلوا على عمل.

## الأهداف
الهدف الظاهر من هذه البرامج هو تقديم مساهمة للمجتمع من قبل متلقي الرعاية الاجتماعية. لكن الهدف الأخر لهذه البرامج هو مساعدة العاطلين عن العمل لإيجاد عمل لهم، ليصبحو دافعي ضرائب بدلا من متلقي إعانات. أمر آخر هو، قد ينال المشاركون في هذه البرامج بعض من حقوق الموظفين الرسمين، ولأنه غالبًا ما يتم تصنيف هذا البرامج العمل على أنها «علاقات عمل خارجية» وبالتالي يمكن أن تتباين الحقوق بين المستفيدين.
تُلزم بعض هذه الأنظمة العاطلين عن العمل بتقديم أعمال مفيدة لمجتمعاتهم، ويعتبر هذا هدفاً لهذه البرامج.

## انتفادات
تعتبر برامج الرفاه الإجتماعي المشروط في المملكة المتحدة مثيرة للجدل. [بحاجة لمصدر] فيعتبر الناقدون أن الأعمال التي توفر في هذه البرامج هي أعمال لا تتطلب المهارة، ومشابهة لحد كبير من خدمة المجتمع التي يلزم المجرمون بالقيام بها. وتقدم العديد من الجمعيات الخيرية واتحادات العمال انتقادات لهذا النظام، فمن وجهة نظرهم هذه البرامج تهدد المتطوعون الخيريون الحقيقيون، وتهدد العاملين ذوي الأجور المنخفضة ومهاراتهم قليلة.
في أستراليا، تم ربط برامج الرفاه "ببرنامج العمل مقابل استحقاقات البطالة."، وسميت أيضاً بـ «الالتزام المتبادل» و «الامتثال»، حيث تقدم الإعانة مقابل الحصول على عمل، وقد شكك الباحثون في فعاليتها.[بحاجة لمثال]

## المملكة المتحدة
الإعانات الإجتماعية في المملكة المتحدة

## سنغافورة
في عام 2007، قدمت سنغافورة برنامجًا مشابهًا.

## روابط خارجية
- «اتجاهات العمل في سياسات الرفاهية الاسكندنافية» http://www.ilo.org/public/english/protection/ses/info/publ/workfare.htm